# Matea Jelić
Matea Jelić (Spalato, 23 dicembre 1997) è una taekwondoka croata.

## Biografia
Agli europei di Montreux 2016 ha vinto la medaglia di bronzo nei 67 kg.
Ai Giochi del Mediterraneo di Tarragona 2018 ha vinto la medaglia d'oro nel torneo dei 67 kg, socnfiggendo in finale la francese Althéa Laurin.
Si è laureata campionessa continentale agli europei di Sofia 2021 vincendo il torneo dei 67 kg, battendo in finale la britannica Lauren Williams.

## Palmarès
- Giochi olimpici

Tokyo 2020: oro nei 67 kg.
- Mondiali

Baku 2023: bronzo nei 73 kg.
- Europei

Montreux 2016: bronzo nei 67 kg.
Sofia 2021: oro nei 67 kg.
Belgrado 2024: bronzo nei 67 kg.
- Giochi del Mediterraneo

Tarragona 2018: oro nei 67 kg;
Orano 2022: oro nei 67 kg.